# Volkswagen Golf I
Volkswagen Golf — одна из моделей концерна Volkswagen AG, которая появилась на рынке весной 1974 года. Вместе с представленной в 1973 году моделью Passat, Golf был призван вывести концерн из кризиса, начавшегося в начале 1970-х и связанного с низким сбытом продукции. Предшественником Golf был «Жук», который оставался в немецкой линейке VW до конца 1985 года.
Начиная с весны 1974 г. и до лета 1983 г. было изготовлено 6 миллионов автомобилей Golf, и из этого количества 1 миллион приходился на дизельные. Дополнительно с весны 1979 г. и до лета 1993 г. на заводе Karmann было произведено почти 389 000 кабриолетов. Пикап Caddy на базе «Гольфа» первого поколения производился с 1979 г. по 1992 г. на автозаводе в Сараеве (серб. Творница аутомобила Сарајево) в количестве 94 000 штук, а также в США с 1979 г. по 1993 г.; к 1999 г. пикап был произведен в количестве 200 000 экземпляров, и его производство продолжалось в ЮАР до 2007 г.

## История создания
Разработанные в тяжелых условиях, Golf и Passat вывели концерн Volkswagen из кризиса. До конца 1960-х годов глава концерна Генрих Нордхофф ставил акцент на конструкции с воздушным охлаждением и задним приводом, которые всё меньше привлекали клиентов.
Наследник Нордхоффа — Курт Лоц — делал ставку на новую программу развития на основе моторов с водяным охлаждением и передним приводом, при том что импортные марки Fiat, Peugeot и Simca предлагали компактные модели с передним приводом уже в 1960-е годы. Подготовка к серийному производству наследника «Жука» — проекта EA266 со среднемоторной компоновкой (водоохлаждаемый мотор был расположен под задним сиденьем), разработанного в тесном сотрудничестве с Фердинандом Пихом из Porsche KG, была остановлена новым VW-шефом Рудольфом Лайдингом в конце 1971 года. Уже в 1969 году был построен ЕА 276, пробный носитель с передним приводом и оппозитным двигателем с воздушным охлаждением, который совершенствовался как прототип Гольфа — ЕА 337.
Основные технические решения для Golf в значительной степени перешли от Auto Union, а конструкторские — от NSU: в частности, сотрудники NSU (в 1969 году NSU AG и Auto Union GmbH были объединены в Audi NSU Auto Union AG), руководитель отдела разработок Ханс-Герд Вендерот и Вернер Хольште совместно с Францем Хауком (разработчиком двигателей у Auto Union из Игольштадта), разработали первый Golf. Дизайнером кузова был Джорджетто Джуджаро из ателье Italdesign.
Новая конструкция с передним приводом и двигателем с воздушным охлаждением представляла собой абсолютно новую программу производства по сравнению с «Жуком». Golf с поперечно расположенным двигателем предлагал максимальное использование пространства при минимальной длине кузова.
Представленный в мае 1974 Golf заимствовал моторы от моделей Audi 50 (1,1 л/50 л. с.) и Audi 80 (1,5 л/70 л. с.). Продажи новой модели были успешными с первого дня. В своё время Golf, даже с самым маленьким мотором, считался спортивной машиной. Моторы были экономными, что было очень важно во времена нефтяного кризиса 1973—74 годов. Расход 1,1 мотора был 6,4 л на 100 км пути при скорости 90 км/ч. (согласно DIN 70 030), а в варианте исполнения Formel E мог опускаться до 5,2 л.
Со 2 октября 1974 года по 14 января 1975 года 2 экземпляра Golf выдержали испытательный пробег через всю Америку от  Аляски до Огненной Земли, длиной около 30 500 километров.
Golf с самого начала стал лидером продаж; нефтяной кризис способствовал увеличению спроса на компактные автомобили, которые до сих пор поставлялись только из Италии и Франции. Golf возглавил немецкую статистику регистрации новых автомобилей, кратковременно уступив это место Mercedes-Benz W123 в 1980 году.
Как и его предшественник Volkswagen Beetle, Volkswagen Golf I играл большую роль в истории автомобилестроения. С первого дня производства в 1974 году Golf стал одним из самых успешных переднеприводных хетчбэков.

## Изменения конструкции и оснащение
Все модели с самым мощным бензиновым мотором, кроме GTI, имеют букву S в названии (например Golf S или Golf GLS). И все модели с дизельным мотором имеют букву D в названии (например Golf GL c дизельным мотором называется Golf GLD).
Часть оснащения моделей CL и GL было доступно для базовой модели за доплату как Sonderasstattung-Paket (пакет специального оснащения).
- 1973: Предсерийные автомобили. Имеют оформление задней части типа «хвост ласточки», однако немного другой угол скоса, чем у более поздних (более острый). Никогда не поступали в свободную продажу. Несколько таких автомобилей находятся в музеях, как минимум один (с номером кузова 1743000037) в частных руках (имеет сдвижную водительскую дверь). Такие машины также отличаются иным оформлением моторного щита и металлической панелью к которой крепится торпедо.
- 1974: В первой половине 1974 года были внесены некоторые изменения в заднюю часть автомобиля. Оформление типа «хвост ласточки» получило более плавные углы скатов и ребро под номером (соединяющее правый и левый наплыв под фарами). Такое оформление задней части было максимально приближено к скетчам Джуджаро, однако, из-за несовместимости такой панели с регистрационными знаками некоторых стран, от подобного оформления решено было отказаться. Такая машина экспонируется в музее Volkswagen в Вольфсбурге. Машины второй половины 1974 года (старт массовых продаж) не имеют ребра под номером, их наплывы под фары плавно сливаются с панелью под номером.
- 1975: типичные изменения для новых моделей, всеобъемлющее устранение мелких дефектов и оптимизация. Модель с мотором 1,6 л/75 л. с. заменяет модель 1,5 и, кроме того, теперь доступна с 3-ступенчатой автоматической коробкой передач. Оформление задней части кузова типа «хвост ласточки» подобное автомобилям второй половины 1974 года. С задних фонарей исчезает секция заднего хода (переносится на отдельный фонарь находящийся под бампером).
- 1976: Golf предлагается в 3 различных вариантах исполнения: стандартное исполнение, L (пользующаяся наибольшим спросом) и GL. L и GL исполнения получают новую систему стеклоочистителя с интервал-функцией. GL выглядит благородно: стекла с бронзовой тонировкой, полированные колесные колпаки, ковры и материалы обивки с особым рисунком. Теперь каждый Golf имеет подголовники и автоматические ремни безопасности. Также в этом году предлагаются 2 новых модели: Golf GTI и Golf D. Оформление задней части меняется: теперь тут нет «хвоста ласточки» и наплывов под фонари — задняя панель гладкая. Фонари вновь получают секцию заднего хода, но становятся немного тоньше, за счет чего смотрятся более гармонично (их нижняя часть находится практически вровень с кузовом).
- 1977: теперь мотор 1,6 л заменяется короткоходным мотором 1,5 л/70 л. с. Множество улучшений вносится в конструкцию шасси (применение резиновой промежуточной опоры), в звукоизоляцию и внутреннюю отделку. В оформление задней части появляются небольшие наплывы под фонари, за счет чего нижняя кромка фонаря находится на одном уровне с кузовом.
- 1978: все варианты Golf получают в этом модельном году облицованные пластмассой буферы, которые улучшают защиту углов машины от повреждений. Теперь замок ремня безопасности закреплен на сидении. Для изготовления кузова используется более качественная сталь, содержащая меньшее количество примесей. Вновь вносятся незначительные изменения в оформление задней части кузова: наплывы под фонарями становятся ещё более выраженными и резко заканчиваются наравне с внутренним краем фонаря.
- 1979: как особенно экономичный, вводится 1,3 л/60 л. с. мотор. Оба других мотора 1,1 л и 1,5 л остаются доступны.
- 1980: Переходный год. Появилось множество изменений. Изменилась приборная панель. Задние фонари стали заметно шире и выше. В оформление задней части пропадают отдельные наплывы под фонари, нижняя часть выполнена в виде одной выступающей секции в которую под углом входит панель под номер. В дополнение к 3 вариантам исполнения, появилась спецверсия SC, которая имеет дополнительное оснащение, эмблему VW оранжевого цвета спереди и особую надпись SC сзади, сиденья с рисунком в косую клетку, похожим на рисунок у GTI. Объём дизельного двигателя увеличивается до 1,6 л, мощность до 54 л. с. и крутящий момент до 98 Н*м. Также, как опция, для более мощных моделей доступна новая 5-ступенчатая коробка передач (4+Е). 5 передача добавляется к обычной 4-ступенчатой коробке, чтобы на больших скоростях снизить число оборотов двигателя и потребление топлива.
- 1981: изменяется список стандартного оснащения. Теперь стандартный вариант исполнения называется C, а более дорогие — CL и GL. Для дизельных моделей и модели 1,1 л доступен вариант исполнения Formel E (коробка передач 3+Е, улучшение аэродинамики (передний спойлер от GTI), повышение степени сжатия до 9,7:1 и пр.) призванный снизить расход топлива. На стыке нижнего выступа и панели под номер появляется ребро (от которого отказались на машинах 1974 года).
- 1982: доступен новый турбодизельный мотор 1,6 л/70 л. с. у модели Golf GTD которая имеет внешнее элементы стиля GTI (например цвета GTI, широкие шины, расширителя крыльев, похожую внутреннюю отделку, но с хромированным кантом решетки радиатора). Интервал обслуживания всех моделей теперь расширен до 15.000 км. Мотор 1,3 л теперь выпадает из доступной палитры моторов. Также появились пластиковые грязезащитные кожухи под передними крыльями, которые повысили коррозионную устойчивость кузова. Теперь модель GTI доступна в 5-дверной варианте. Появление финальных спецверсий Pirelli-GTI, LX и GX.

Появление финальных версий Pirelli-GTI, LX и GX свидетельствовало об окончании производства Golf I и после производства более чем 6 млн автомобилей, в августе 1983 был представлен наследник Golf II.

## Производство моделей по годам
Годы производства:
Golf I 1.1: 1974—1983
Golf I 1.5: 1974—1975, 1977—1983
Golf I 1.6: 1975—1977
Golf I 1.5 D: 1976—1980
Golf I 1.3: 1979—1982
Golf I 1.6 D: 1980—1983
Golf I 1.1 Formel E: 1981—1983
Golf I 1.6 D Formel E: 1981—1983
Golf I 1.6 GTD: 1982—1983

## Технические характеристики
| Технические характеристики VW Golf I 1974—1983 | | | | | | | | | | | |
| VW Golf:                                       | 1,1 (1974-83) | 1,1 Formel E (1981-83) | 1,3 (1979-82) | 1,5 (1974-75) | 1,5 (1978-83) | 1,6 (1975-77) | GTI (1976-82) | GTI (1982-83) | 1,5 Diesel (1976-80) | 1,6 Diesel (1980-83) | 1,6 Turbodiesel (1982-83) |
| Заводское обозначение мотора:                  | FA/GG | GG | GF | FH/FD | JB | FP | EG | DX | CK | CR/JK | CY |
| Мотор:                                         | 4-цилиндровый рядный, 4-тактный, поперечно расположенный двигатель, с водяным охлаждением, верхним расположением кулачкового вала и ременным приводом ГРМ, 1,1 и 1,3 моторы: наклон 20° к переди от 1,5 до 1,8 моторы: наклон 15° кзади | 4-цилиндровый рядный, 4-тактный, поперечно расположенный двигатель, с водяным охлаждением, верхним расположением кулачкового вала и ременным приводом ГРМ, 1,1 и 1,3 моторы: наклон 20° к переди от 1,5 до 1,8 моторы: наклон 15° кзади | 4-цилиндровый рядный, 4-тактный, поперечно расположенный двигатель, с водяным охлаждением, верхним расположением кулачкового вала и ременным приводом ГРМ, 1,1 и 1,3 моторы: наклон 20° к переди от 1,5 до 1,8 моторы: наклон 15° кзади | 4-цилиндровый рядный, 4-тактный, поперечно расположенный двигатель, с водяным охлаждением, верхним расположением кулачкового вала и ременным приводом ГРМ, 1,1 и 1,3 моторы: наклон 20° к переди от 1,5 до 1,8 моторы: наклон 15° кзади | 4-цилиндровый рядный, 4-тактный, поперечно расположенный двигатель, с водяным охлаждением, верхним расположением кулачкового вала и ременным приводом ГРМ, 1,1 и 1,3 моторы: наклон 20° к переди от 1,5 до 1,8 моторы: наклон 15° кзади | 4-цилиндровый рядный, 4-тактный, поперечно расположенный двигатель, с водяным охлаждением, верхним расположением кулачкового вала и ременным приводом ГРМ, 1,1 и 1,3 моторы: наклон 20° к переди от 1,5 до 1,8 моторы: наклон 15° кзади | 4-цилиндровый рядный, 4-тактный, поперечно расположенный двигатель, с водяным охлаждением, верхним расположением кулачкового вала и ременным приводом ГРМ, 1,1 и 1,3 моторы: наклон 20° к переди от 1,5 до 1,8 моторы: наклон 15° кзади | 4-цилиндровый рядный, 4-тактный, поперечно расположенный двигатель, с водяным охлаждением, верхним расположением кулачкового вала и ременным приводом ГРМ, 1,1 и 1,3 моторы: наклон 20° к переди от 1,5 до 1,8 моторы: наклон 15° кзади | 4-цилиндровый рядный, 4-тактный, поперечно расположенный двигатель, с водяным охлаждением, верхним расположением кулачкового вала и ременным приводом ГРМ, 1,1 и 1,3 моторы: наклон 20° к переди от 1,5 до 1,8 моторы: наклон 15° кзади | 4-цилиндровый рядный, 4-тактный, поперечно расположенный двигатель, с водяным охлаждением, верхним расположением кулачкового вала и ременным приводом ГРМ, 1,1 и 1,3 моторы: наклон 20° к переди от 1,5 до 1,8 моторы: наклон 15° кзади | 4-цилиндровый рядный, 4-тактный, поперечно расположенный двигатель, с водяным охлаждением, верхним расположением кулачкового вала и ременным приводом ГРМ, 1,1 и 1,3 моторы: наклон 20° к переди от 1,5 до 1,8 моторы: наклон 15° кзади |
| Объем:                                         | 1093 cm³ | 1093 cm³ | 1272 cm³ | 1471 cm³ | 1457 cm³ | 1588 cm³ | 1588 cm³ | 1781 cm³ | 1471 cm³ | 1588 cm³ | 1588 cm³ |
| Диаметр х Ход:                                 | 69,5 x 72 мм | 69,5 x 72 мм | 75 x 72 мм | 76,5 x 80 мм | 79,5 x 73,4 мм | 79,5 x 80 мм | 79,5 x 80 мм | 81 x 86,4 мм | 76,5 x 80 мм | 76,5 x 86,4 мм | 76,5 x 86,4 мм |
| Мощность при об/мин:                           | 37 kW (50 л. с.) 6000 | 37 kW (50 л. с.) 6000 | 44 kW (60 л. с.) 5600 | 51 kW (70 л. с.) 5800 | 51 kW (70 л. с.) 5600 | 55 kW (75 л. с.) 5600 | 81 kW (110 л. с.) 6100 | 82 kW (112 л. с.) 5800 | 37 kW (50 л. с.) 5000 | 40 kW (54 л. с.) 4800 | 51 kW (70 л. с.) 4500 |
| Макс. крут. момент при об/мин:                 | 77 Нм 3000 | 80 Нм 3300 | 93 Нм 3500 | 112 Нм 3000 | 108 Нм 2500 | 117 Нм 3200 | 137 Нм 5000 | 150 Нм 3500 | 80 Нм 3000 | 98 Нм 2300 | 130 Нм 2600 |
| Система питания:                               | 1 карбюратор с падающим потоком Solex | 1 карбюратор с падающим потоком Solex | 1 карбюратор с падающим потоком Solex | 1 карбюратор с падающим потоком Solex | 1 карбюратор с падающим потоком Solex | 1 карбюратор с падающим потоком Solex | Механический инжектор (Bosch K-Jetronic) | Механический инжектор (Bosch K-Jetronic) | ТНВД распределительного типа (TD: + турбонагнетатель) | ТНВД распределительного типа (TD: + турбонагнетатель) | ТНВД распределительного типа (TD: + турбонагнетатель) |
| Охлаждение:                                    | Водяное | Водяное | Водяное | Водяное | Водяное | Водяное | Водяное | Водяное | Водяное | Водяное | Водяное |
| Коробка передач (стандартно):                  | 4-ступенчатая | 4-ступенчатая | 4-ступенчатая | 4-ступенчатая | 4-ступенчатая | 4-ступенчатая | 4-ступенчатая (с 8/79: 5-ступенчатая) | 4-ступенчатая (с 8/79: 5-ступенчатая) | 4-ступенчатая | 4-ступенчатая | 5-ступенчатая |
| Коробка передач (опционально):                 | — | — | — | 3-ступенчатая автоматическая (с 8/79: 5-ступенчатая механическая) | 3-ступенчатая автоматическая (с 8/79: 5-ступенчатая механическая) | 3-ступенчатая автоматическая (с 8/79: 5-ступенчатая механическая) | — | — | — | 3-ступенчатая автоматическая | - |
| Подвеска спереди:                              | MacPherson стойки, поперечные рычаги | MacPherson стойки, поперечные рычаги | MacPherson стойки, поперечные рычаги | MacPherson стойки, поперечные рычаги | MacPherson стойки, поперечные рычаги | MacPherson стойки, поперечные рычаги | MacPherson стойки, поперечные рычаги | MacPherson стойки, поперечные рычаги | MacPherson стойки, поперечные рычаги | MacPherson стойки, поперечные рычаги | MacPherson стойки, поперечные рычаги |
| Подвеска сзади:                                | торсионная, с амортизационными стойками | торсионная, с амортизационными стойками | торсионная, с амортизационными стойками | торсионная, с амортизационными стойками | торсионная, с амортизационными стойками | торсионная, с амортизационными стойками | торсионная, с амортизационными стойками | торсионная, с амортизационными стойками | торсионная, с амортизационными стойками | торсионная, с амортизационными стойками | торсионная, с амортизационными стойками |
| Тормоза:                                       | спереди дисковые (Ø 239 mm) — 50 л. с. до апреля 1975: спереди барабанные сзади барабанные, 50 л. с. до июля 1981: усилитель тормозов только как доп. оснащение                                                                         | спереди дисковые (Ø 239 mm) — 50 л. с. до апреля 1975: спереди барабанные сзади барабанные, 50 л. с. до июля 1981: усилитель тормозов только как доп. оснащение                                                                         | спереди дисковые (Ø 239 mm) — 50 л. с. до апреля 1975: спереди барабанные сзади барабанные, 50 л. с. до июля 1981: усилитель тормозов только как доп. оснащение                                                                         | спереди дисковые (Ø 239 mm) — 50 л. с. до апреля 1975: спереди барабанные сзади барабанные, 50 л. с. до июля 1981: усилитель тормозов только как доп. оснащение                                                                         | спереди дисковые (Ø 239 mm) — 50 л. с. до апреля 1975: спереди барабанные сзади барабанные, 50 л. с. до июля 1981: усилитель тормозов только как доп. оснащение                                                                         | спереди дисковые (Ø 239 mm) — 50 л. с. до апреля 1975: спереди барабанные сзади барабанные, 50 л. с. до июля 1981: усилитель тормозов только как доп. оснащение                                                                         | спереди дисковые (Ø 239 mm) — 50 л. с. до апреля 1975: спереди барабанные сзади барабанные, 50 л. с. до июля 1981: усилитель тормозов только как доп. оснащение                                                                         | спереди дисковые (Ø 239 mm) — 50 л. с. до апреля 1975: спереди барабанные сзади барабанные, 50 л. с. до июля 1981: усилитель тормозов только как доп. оснащение                                                                         | спереди дисковые (Ø 239 mm) — 50 л. с. до апреля 1975: спереди барабанные сзади барабанные, 50 л. с. до июля 1981: усилитель тормозов только как доп. оснащение                                                                         | спереди дисковые (Ø 239 mm) — 50 л. с. до апреля 1975: спереди барабанные сзади барабанные, 50 л. с. до июля 1981: усилитель тормозов только как доп. оснащение                                                                         | спереди дисковые (Ø 239 mm) — 50 л. с. до апреля 1975: спереди барабанные сзади барабанные, 50 л. с. до июля 1981: усилитель тормозов только как доп. оснащение                                                                         |
| Рулевое управление:                            | зубчатая рулевая рейка | зубчатая рулевая рейка | зубчатая рулевая рейка | зубчатая рулевая рейка | зубчатая рулевая рейка | зубчатая рулевая рейка | зубчатая рулевая рейка | зубчатая рулевая рейка | зубчатая рулевая рейка | зубчатая рулевая рейка | зубчатая рулевая рейка |
| Кузов:                                         | стальной, несущий | стальной, несущий | стальной, несущий | стальной, несущий | стальной, несущий | стальной, несущий | стальной, несущий | стальной, несущий | стальной, несущий | стальной, несущий | стальной, несущий |
| Колея спереди/сзади:                           | 1390/1358 мм (GTI и с широкими шинами: 1404/1372 мм) | 1390/1358 мм (GTI и с широкими шинами: 1404/1372 мм) | 1390/1358 мм (GTI и с широкими шинами: 1404/1372 мм) | 1390/1358 мм (GTI и с широкими шинами: 1404/1372 мм) | 1390/1358 мм (GTI и с широкими шинами: 1404/1372 мм) | 1390/1358 мм (GTI и с широкими шинами: 1404/1372 мм) | 1390/1358 мм (GTI и с широкими шинами: 1404/1372 мм) | 1390/1358 мм (GTI и с широкими шинами: 1404/1372 мм) | 1390/1358 мм (GTI и с широкими шинами: 1404/1372 мм) | 1390/1358 мм (GTI и с широкими шинами: 1404/1372 мм) | 1390/1358 мм (GTI и с широкими шинами: 1404/1372 мм) |
| Колесная база:                                 | 2400 мм | 2400 мм | 2400 мм | 2400 мм | 2400 мм | 2400 мм | 2400 мм | 2400 мм | 2400 мм | 2400 мм | 2400 мм |
| Длина:                                         | 3705 (L: 3725 мм) с 08/78: 3815 мм | 3705 (L: 3725 мм) с 08/78: 3815 мм | 3705 (L: 3725 мм) с 08/78: 3815 мм | 3705 (L: 3725 мм) с 08/78: 3815 мм | 3705 (L: 3725 мм) с 08/78: 3815 мм | 3705 (L: 3725 мм) с 08/78: 3815 мм | 3705 (L: 3725 мм) с 08/78: 3815 мм | 3705 (L: 3725 мм) с 08/78: 3815 мм | 3705 (L: 3725 мм) с 08/78: 3815 мм | 3705 (L: 3725 мм) с 08/78: 3815 мм | 3705 (L: 3725 мм) с 08/78: 3815 мм |
| Снаряженная масса:                             | 790-930 кг (Cabrio: 905—970 кг) | 790-930 кг (Cabrio: 905—970 кг) | 790-930 кг (Cabrio: 905—970 кг) | 790-930 кг (Cabrio: 905—970 кг) | 790-930 кг (Cabrio: 905—970 кг) | 790-930 кг (Cabrio: 905—970 кг) | 790-930 кг (Cabrio: 905—970 кг) | 790-930 кг (Cabrio: 905—970 кг) | 790-930 кг (Cabrio: 905—970 кг) | 790-930 кг (Cabrio: 905—970 кг) | 790-930 кг (Cabrio: 905—970 кг) |
| Макс. скорость:                                | 145 км/ч | 145 км/ч | 150 km/h | 157-160 км/ч | 155-158 км/ч Cabrio: 153 km/h | 158-162 км/ч | 183 км/ч Cabrio: 175 км/ч | 187 км/ч Cabrio: 180 км/ч | 141 км/ч | 138-142 км/ч | 160 км/ч |
| 0-100 км/ч:                                    | 17 сек | 18 сек | 15,5 сек | 13-15 сек | 13-15 сек Cabrio: 15-17 сек | 12-14 сек | 10 сек Cabrio: 11 сек | 9 s Cabrio: 10,5 сек | 19 сек | 17,5-21,5 сек | 14 сек |
| Расход топлива (л/100 км):                     | 9,0 (92) | 8,0 (92) | 9,5 (92) | 10,5-11,0 (92) | 10,0-10,5 (92) | 9,5-10,0 (92) | 10,5 (95) | 10,0 (95) Cabrio: 11,0 (95) | 6,5 (Д) | 6,5 (Д) | 7,5 (Д) |

## Golf Diesel
В сентябре 1976 появился дизельный Golf, который предложил для Германии принципиально новую концепцию — громкий дизельный двигатель на машине компакт-класса. До этого лишь Peugeot предлагал дизельные модели компакт-класса. Дизельный Golf мощностью 37 кВт/50 л. с. с расходом топлива равным приб. 5 л на 100 км пути был одной из самых экономичных компакт-моделей 1970-х.
Дизельный двигатель был построен на базе бензинового мотора ЕА827 от Audi. В связи с возросшими нагрузками, дизельный мотор имел изменённую систему охлаждения, усиленный коленчатый вал, шатуны, поршни, поршневые пальцы, ГБЦ и ремень ГРМ. ГБЦ была снабжена вихревой форкамерой. На месте ненужного распределителя зажигания располагался вакуумный насос для вакуумного усилителя тормозной системы. ТНВД распределительного типа с аксиальным плунжером, имеет привод от зубчатого ремня ГРМ. Объём нового дизельного мотора был не больше его бензинового «родственника» — 1,5 л.
Первоначально дизельный мотор имел объём 1,5 л и мощность 37 кВт/50 л. с., и в 1980 году был заменен на мотор объёмом 1,6 л и мощностью 40 кВт/54 л. с., а в 1982 году появился вариант Golf, оснащенный турбонагнетателем и имеющий мощность 70 л. с.

## Golf GTI
Наряду с дизельным в 1976 году был также представлен первый Golf GTI. Он был оснащён агрегатом от Audi 80 GLE мощностью 110 л. с., вентилируемыми дисковыми тормозами спереди и дополнительным масляным радиатором. Передняя ось получила стабилизатор, и сзади монтировался регулятор силы торможения, распределяющий тормозное усилие между осями в зависимости от нагрузки. Учитывая его мощность, Golf GTI изначально получил вакуумный усилитель тормозов. Спортивное рулевое колесо имело три двойные спицы, а центральная часть с глубоким отверстием вскоре получила прозвище «плевательница». Ручка коробки передач была стилизована под мяч для гольфа. Пластиковые расширители крыльев, большой спойлер спереди, широкие шины 175/70 HR 13, решётка радиатора с красным обрамлением — были признаками самой мощной модели Golf.
Golf GTI с одной стороны предлагал высокопроизводительный мотор для большого количества шоферов, а с другой — компактную и пригодную для будней машину. Оснащенный механическим инжектором K-Jetronic фирмы Bosch, мотор объёмом 1,6 л и мощностью в 110 л. с., при весе 810 кг, обеспечивал Golf GTI динамическими характеристиками сравнимыми с характеристиками маленького спорт-кара — максимальная скорость составляла 182 км/ч, а до 100 км/ч GTI разгонялся за 9,2 с.
Golf GTI был очень популярен и заложил основы популярности более поздних, так называемых «хот-хэтчей».
В 1982 году объём и производительность мотора были увеличены до 1,8 л и 112 л. с. Цена базового GTI в 1976 году составляла 13850 ДМ, а модель с 1,8 л в 1983 году уже стоила 20465 ДМ (для примера, в то время самая доступная от Mercedes-Benz модель 190 с 90 л. с. стоила 26026 ДМ).
В конце производства GTI была предложена модель Pirelli GTI, которая окрашивалась в специальные оттенки, имела стекла с зелёной тонировкой, окрашенные в цвет кузова расширители крыльев.
Другие автопроизводители также предлагали аналогичные модели: Opel Kadett GT/E с 1975 года и Ford Escort RS с 1973.
Также существовала 136-сильная модификация GTI для рынка Франции. Мотор этой модели был доработан в ателье Oettinger.
Идея создать недорогую массовую спортивную модель принадлежала инженеру Альфонсу Лёвенбергу, сотруднику отдела испытаний, который предложил свою идею 18 марта 1973 года, ещё до официального появления на рынке Golf, и эта новая модель получила простое внутреннее обозначение Golf-Sport. Тем не менее, предложенные Лёвенбергом изменения в виде заниженной на 10 см подвеске и выхлопной системой «толщиной с руку» были слишком радикальными. И как компромисс, не ставя в известность руководство компании, Антон Конрад совместно с коллегами предложил оснастить эту модель мотором и тормозами от Audi 80 GTE. И только после того как «секретные» планы сбылись, тогдашний шеф отдела сбыта доктор Вернер П. Шмидт узнал о новой модели, которой он остался настолько доволен, что настоял на продолжении работ над этим проектом без письменного разрешения руководства компании.

## VW Jetta
В августе 1979 появилась трёхобъемная модификация Golf с «отдельным» багажником, то есть кузовом типа седан — VW Jetta. Он был нацелен на консервативных покупателей и предлагался как в 2-дверной, так и в 4-дверной версиях. В Северной Америке Jetta пользовалась большей популярностью, однако, в Европе продажи Jetta всегда были меньше продаж Golf.

## Golf в Европе
Первый Golf (внутреннее обозначение VW Тип 17) был произведён в 1974 году. B Соединённых Штатах и Канаде с 1975 по 1984 год он производился под названием Volkswagen Rabbit, а в Мексике — как Volkswagen Caribe. Golf был 3-дверным и 5-дверным хетчбэком. Автомобиль имел независимую переднюю подвеску типа «макферсон» и полунезависимую скручивающуюся балку сзади. Это дало автомобилю улучшенную проходимость и более четкое управление на дороге. Европейское название Golf получил от слова Гольфстрим — в те годы Volkswagen называл автомобили именами ветров, в том числе Passat, Jetta, Bora и Scirocco. Тем не менее, впоследствии в именовании моделей «Фольксвагена» получила распространение именно «спортивная» коннотация этого слова — появились такие имена, как Volkswagen Polo, Volkswagen Gol и так далее.
В 1975 году был предложен в виде опции кондиционер, также был предложен улучшенный обогреватель.
В 1976 году появилась спортивная версия Volkswagen Golf GTI, которая снискала немало лавров на автоспортивной арене. Также как и получила немалую популярность среди молодежи. Отличительными чертами модели GTI были более мощный (спортивный) двигатель и новый экстерьер. Красное обрамление решетки радиатора, эмблема Volkswagen в цвет кузова, декоративные наклейки (в виде ветра) вдоль кузова и в довершение всего уникальные литые диски фирмы Pirelli. Единственным общепризнанным минусом стала «хрупкая» КПП.
В 1980 году появились новые задние фонари, черные пластиковые бамперы, новая приборная панель с новыми приборами. В США началось производство «Гольфов» с прямоугольными фарами.
После небольшого рестайлинга в 1984 году в Европе появился Volkswagen Golf II.

## Кабриолет
Автомобиль названный Golf Cabriolet в Европе и Rabbit Cabriolet Канаде производился с 1980 по 1993 год (в связи с провалом первой партии Гольф 2 Кабриолет — кабриолет первой серии продолжили выпускать до 1993 года). Он имел усиленный кузов, поперечный трубчатый каркас, и высококачественную отделку. Кабриолет производился от штамповки до пред продажной подготовки на заводе Karmann.
Единственное изменение проведенное в 1984 году на кабриолете — увеличение топливного бака и, как следствие, уменьшение отсека запасного колеса. В 1988 году вышла специальная серия с пластиковыми бамперами и юбками большего размера.
В течение производства было собрано немало эксклюзивных кабриолетов «под заказчика».

## ЮАР (Citi Golf и Caddy)
С 1984 по 2009 год в Южной Африке Volkswagen производят Golf в двух вариантах — пятидверный Citi Golf и пикап Volkswagen Caddy.
В начале производства они оснащались оригинальными деталями, но позднее были оснащены более современными элементами, например приборная панель Škoda Fabia и новые фары.

## Мексика (Caribe)
5-дверный хетчбэк Volkswagen Caribe начали производить в мае 1977 года в Мексике. На нём была установлена стандартная 4-ступенчатая механическая коробка передач и 1,6 л 66 л. с. двигатель. Автомобиль обрел мгновенный успех. В 1978 году модельный ряд расширился 3-дверным хетчбэком.
В 1980 году Caribe получил прямоугольные фары.
В 1981 году Caribe получил обновления заимствованные у американского «брата» Rabbit.
В 1983 и 1984 годах, в связи с финансовым кризисом в Мексике, выпуск «люксовых» версий был прекращен и на конвейере осталась лишь базовая версия.

## Галерея

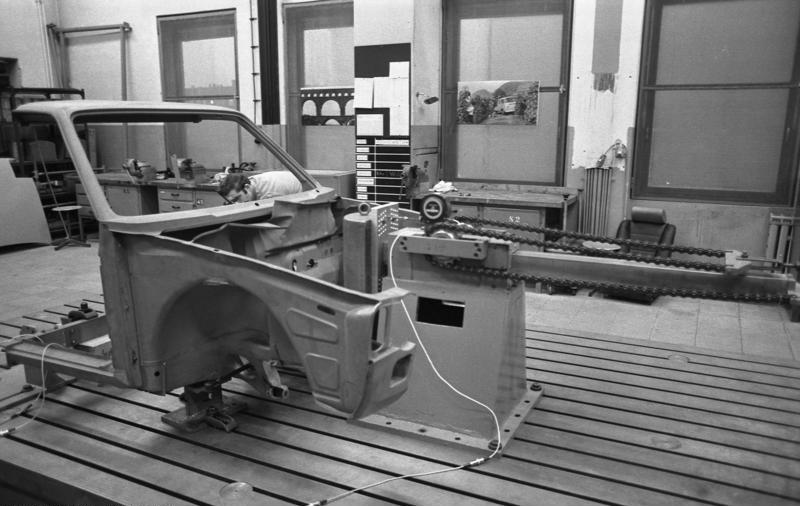
Первые испытания модели Golf в 1973 году
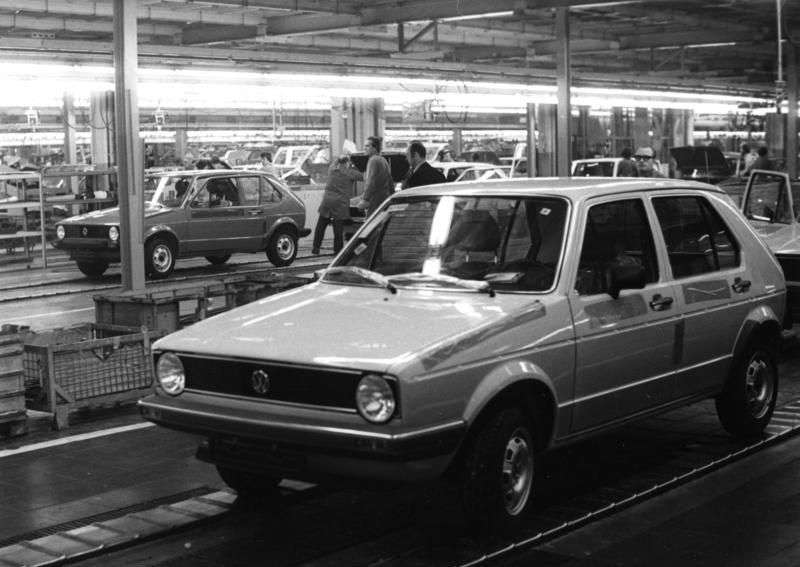
Первый Гольф на конвейере в Вольфсбурге
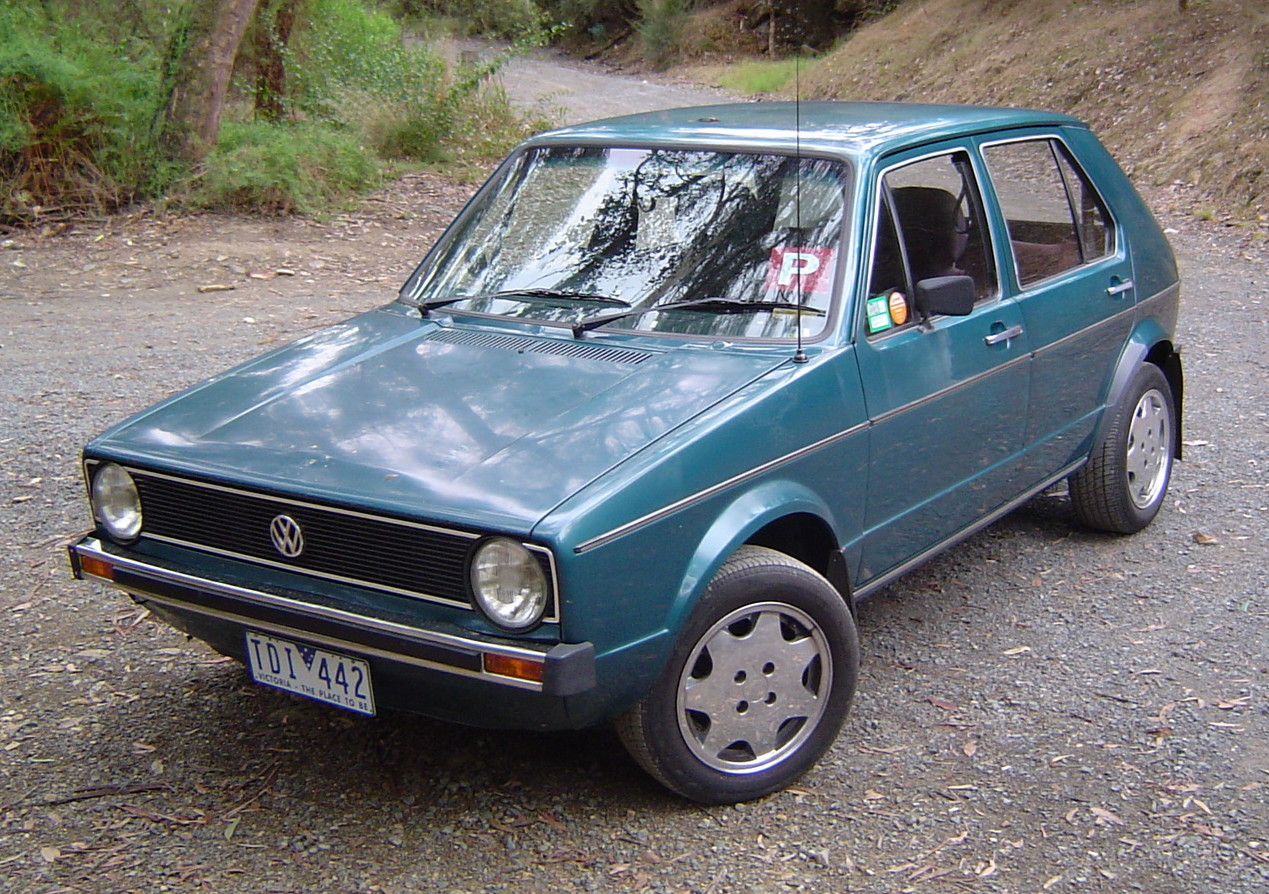
VW Golf 1976 г. производство - Австралия
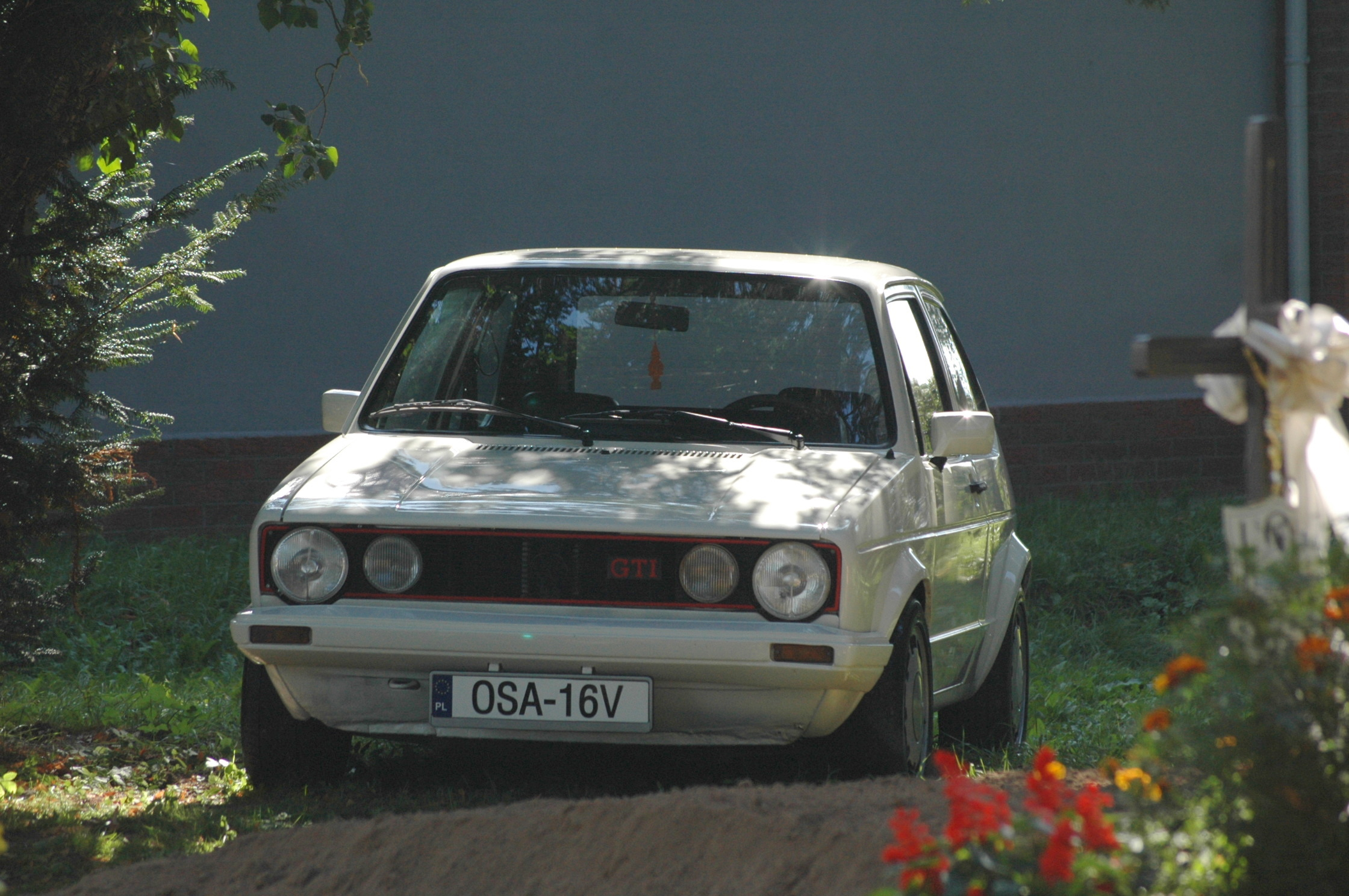
VW GOLF GTI
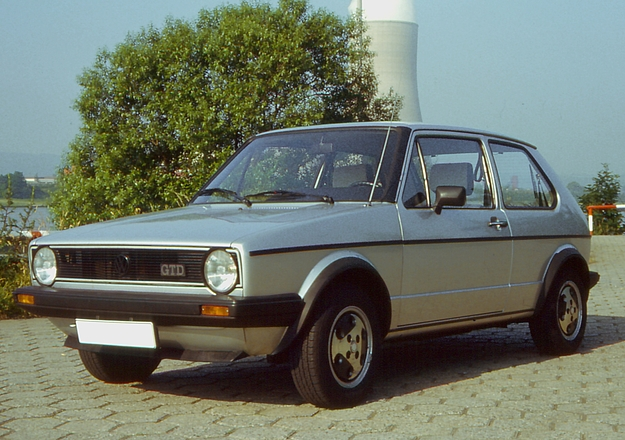
VW GOLF GTD
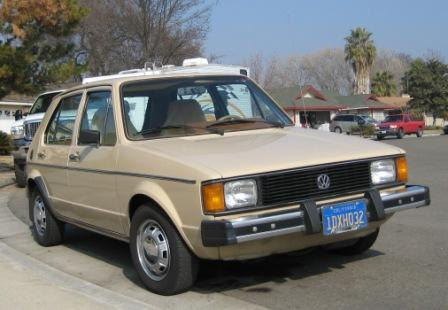
VW Rabbit
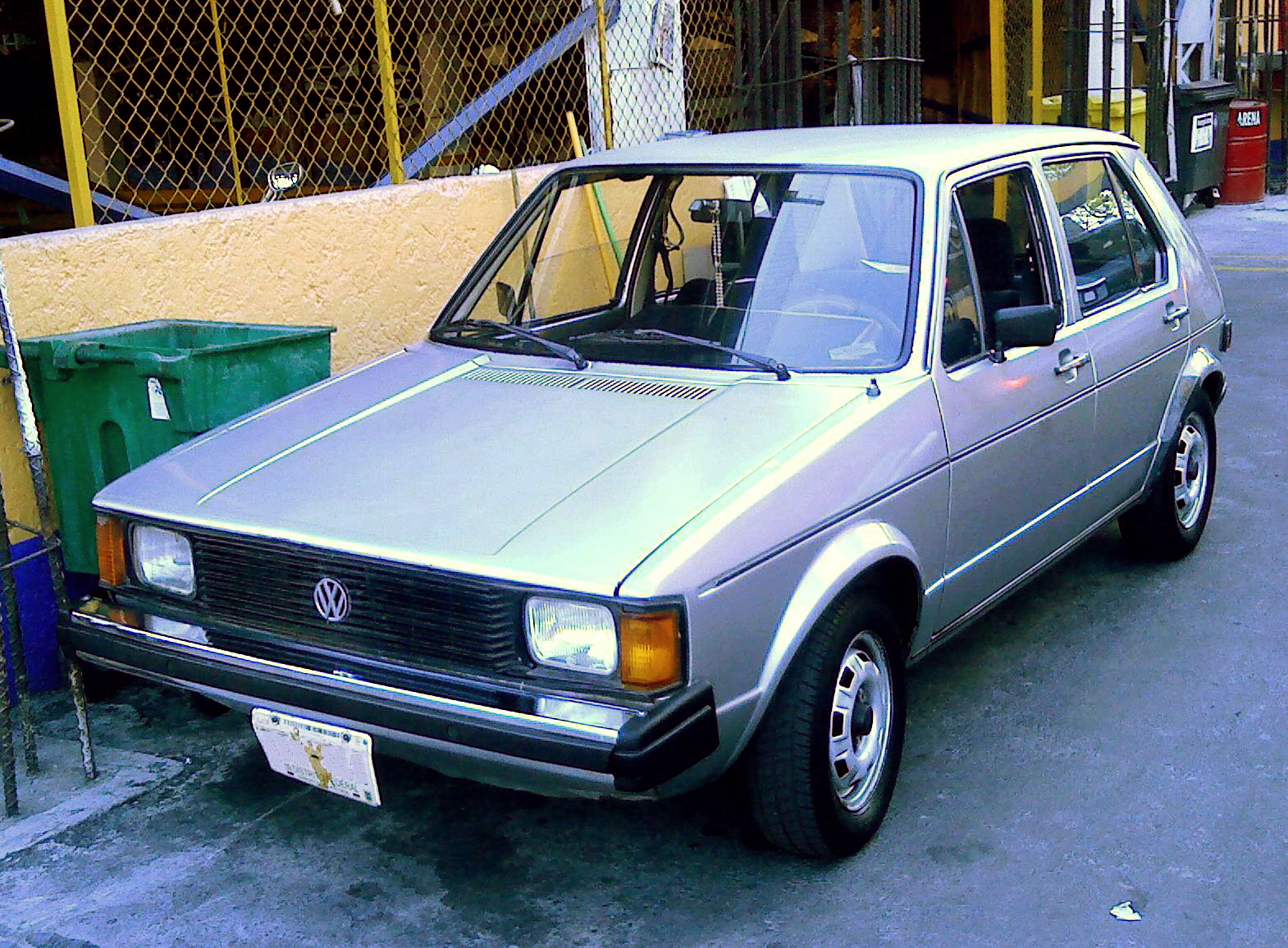
VW Citi Golf
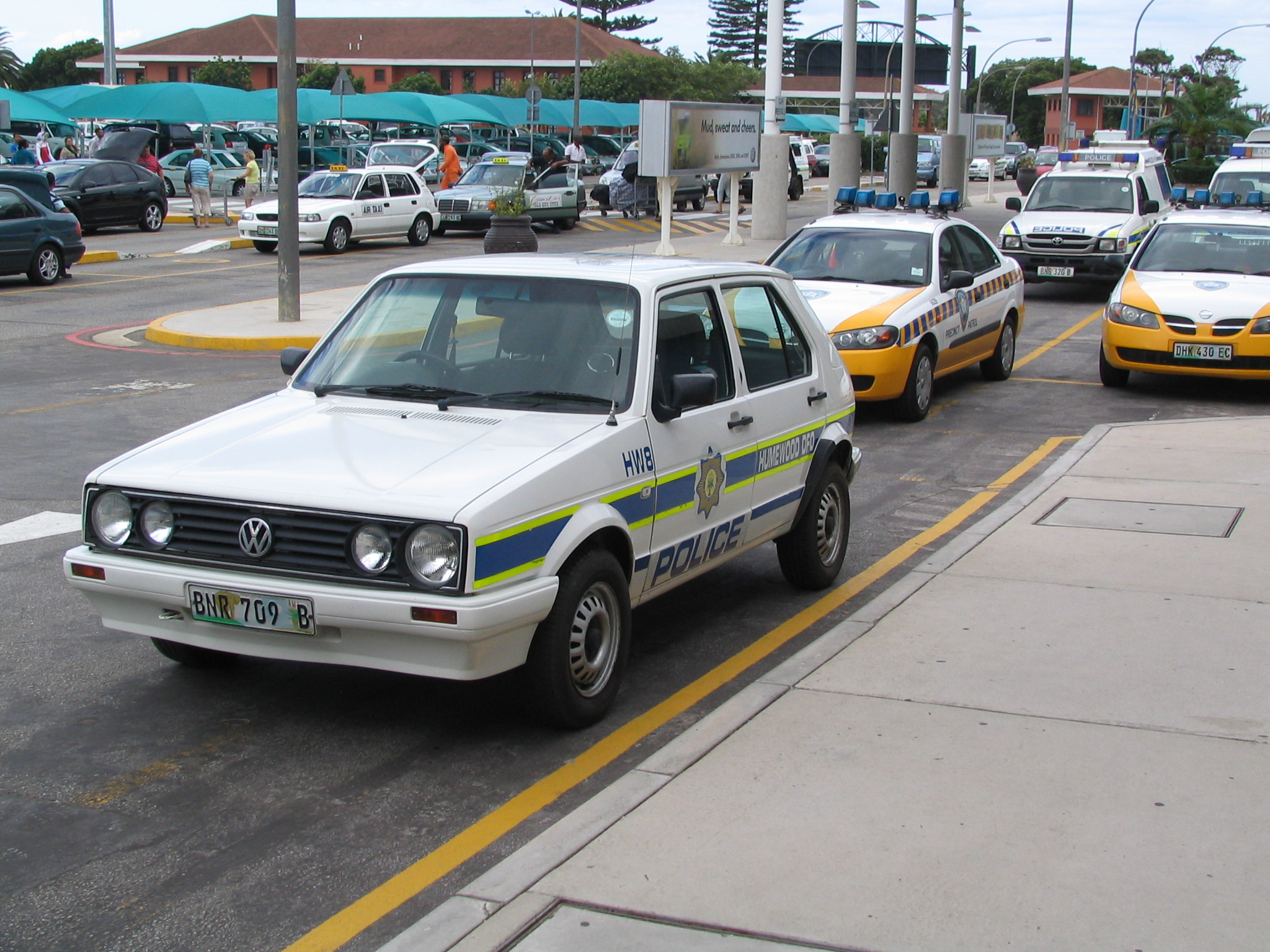
VW Citi Golf